# Keiskea
Keiskea, biljni rod iz porodica usnatica smješten u tribus Elsholtzieae dio potporodice Nepetoideae. Vrste ovog roda raširene su po Aziji i ponekad se uključuju u kolinsonije čiji su predstavnici rašireni po Sjevernoj Americi, kao što je priznato kod Kewa, Collinsonia s. l. i GBIF–a. Rod je opisan u Annales Musei Botanici Lugduno-Batavi 2: 105. 1865.

## Opis
Zeljasto bilje ili grmlje. Listovi na lisnim peteljkama, nazubljeni. Verticillaster dvocvjetni, u završnim i pazušnim gronjama. Čaška zvonasta, rijetko dlakava. Vjenčić bijel, žućkast ili ljubičast; cijev ljevkasta do subcilindrična, prstenasta; gornja usna 2-režnjevita; srednji režanj donje usne ravan; duži od kružnih bočnih režnjeva. Prašnici 4, izbočeni ili rijetko uključeni, prednja 2 duža; niti odvojene, gole, bezube; stanice prašnika 2, divergentne, na vrhu konfluentne. Stil filiforman, vrh 2-rascjepljen; režnjevi subulirani ili ± linearni, jednaki ili nejednaki. Oraščići okruglasti, goli.
Na popisu azijskih kolinsonija postoji 7 vrsta. Pet je iz Kine, jedna sa tajvana i jedna iz Japana: 

## Vrste
1. Keiskea australis C.Y.Wu & H.W.Li
2. Keiskea elsholtzioides Merr.
3. Keiskea glandulosa C.Y.Wu
4. Keiskea japonica Miq.
5. Keiskea macrobracteata Masam.
6. Keiskea sinensis Diels
7. Keiskea szechuanensis C.Y.Wu